# Nag Ansorge
Ernest Ansorge, dit Nag Ansorge,, né le 28 février 1925 à Lausanne et mort à l'âge de 88 ans le 26 décembre 2013 à Lausanne, est un animateur et cinéaste d'animation suisse. Avec sa femme Gisèle Ansorge, il a mis au point une technique d'animation à partir de sable de quartz,.

## Biographie
Ingénieur de formation, Nag Ansorge a travaillé a Zurich pour la compagnie Escher Wyss avant de s'établir à Étagnières (Vaud) à la fin des années 1950. Après avoir découvert les films de Jirí Trnka, il décide de se lancer avec sa femme dans la réalisation de films d'animation de poupées (Pam et Poum, La Danseuse et le mendiant, La Légende du pont du diable). C'est à la suite d'une commande pour un stand médical pour l'Expo 64 que le couple se met à réaliser des films de sable. 
Gisèle et Nag Ansorge ont notamment réalisé Les Corbeaux (1967), Fantasmatic (1969), Le petit garçon qui vola la lune d'après une nouvelle jamais publiée de Charles-François Landry et une série de courts métrages avec des patients de l'hôpital psychiatrique de Cery,. Ils ont également réalisé des séries télévisées pour enfants Si j'étais... Si j'avais... (1979, avec Robi Engler et Nicole et Jean Perrin), Ouvre grand tes yeux (1984/1985), Déclic (1986), Alice, Patch et Crack (1987), Les rêveries de Zoé (1988) ou encore Guillaume n’aie pas peur (1990).
Nag Ansorge a tenu la caméra et le banc de montage pour des dizaines de portraits de personnalités filmées par l'Association Films Plans-Fixes. Il a fallu un travail de persuasion intense de son ami Michel Bory pour qu'il accepte finalement de passer à son tour devant la caméra en 2001.
Il préside par ailleurs l'Association de la communauté de chiffonniers d'Emmaüs d'Etagnières,.

## Hommages
En 2024, le Musée Alexis Forel (Morges) a consacré une exposition au cinéma d'animation de sable. Intitulée "Grains de folie", cette exposition revient sur le travail de Gisèle et Nag Ansorge,. 

## Filmographie

### Films d'animation
- 1957 : Pam et Poum
- 1958 : La Danseuse et le mendiant
- 1959 : La légende du pont du diable
- 1967 : Les Corbeaux
- 1969 : Fantasmatic
- 1970 : Alunissons
- 1970 : Tempus
- 1975 : Le Chat caméléon
- 1975 : Smile 1,2 & 3
- 1977 : Anima
- 1979 : Si j'étais... Si j'avais
- 1982 : Das Veilchen
- 1984 : Les enfants de laine
- 1984 : Ouvre grand tes yeux
- 1985 : Ouvre grand tes yeux
- 1986 : Déclic
- 1987 : Alice, Patch & Crack
- 1988 : Le petit garçon qui vola la lune
- 1988 : Les rêveries de Zoé
- 1990 : Guillaume n’aie pas peur!
- 1991 : Sabbat
- 1991 : Alchemia
- 2002 : Sables

### Long métrage
- 1974 : D’un jour à l’autre

### Films et psychiatrie
- 1962 : Le Poète et la licorne
- 1964 : Bonjour mon œil!
- 1967 : Les Sept nuits de Sibérie
- 1967 : Il Genio
- 1968 : Intégration 68
- 1971 : La sangle de l’ami Jacques
- 1972 : Le Ballet de la création
- 1974 : Le Petit ballet abstrait
- 1975 : Corridor
- 1975 : L’Autre
- 1977 : Le Bal de la Passion Humaine
- 1978 : D’un Monde à l'autre
- 1981 : Mélodie de l'Inconscient

### Films sur l'art
(Centre d’études de l’expression plastique – Clinique psychiatrique universitaire de Lausanne)
- 1964 : Sonnenstern, le Moralunaire Hundertwasser
- 1965 : C’était comme ça
- 1966 : Dissociation et structure
- 1968 : Éphémère Aurélie
- 1968 : Drei Künstler + Psilocybin
- 1969 : Anselme Boix-Vives, mon père
- 1971 : Ce capucin, c’est moi
- 1971 : La Comtesse des faubourgs
- 1972 : Der Mondgeistermaler Schroeder-Sonnenstern
- 1974 : Moi, le voleur aux semelles de silence
- 1975 : Goldmund

### Codirections, coproductions
- 1997 : Alain comme les autres (Denise Gilliand)
- 2005 : HLM Quiproquo de Dominique Delachaux